# Vânătoarea lui Buteanu
Der Vânătoarea lui Buteanu, auch Vânătarea lui Buteanu genannt, ist ein Berggipfel in Rumänien. Der Gipfel liegt im Făgăraș-Gebirge, ein Teilgebirge der Transsilvanischen Alpen und ist mit 2507 m der achthöchste Berg Rumäniens.
Der Berggipfel liegt westlich von Brașov (Kronstadt) und etwa 40 Kilometer Luftlinie südöstlich von Hermannstadt entfernt.